# Coemansia furcata
Coemansia furcata är en svampart som beskrevs av Kurihara, Tokum. & C.Y. Chien 2000. Coemansia furcata ingår i släktet Coemansia och familjen Kickxellaceae.   Inga underarter finns listade i Catalogue of Life.